# Estella Hijmans-Hertzveld

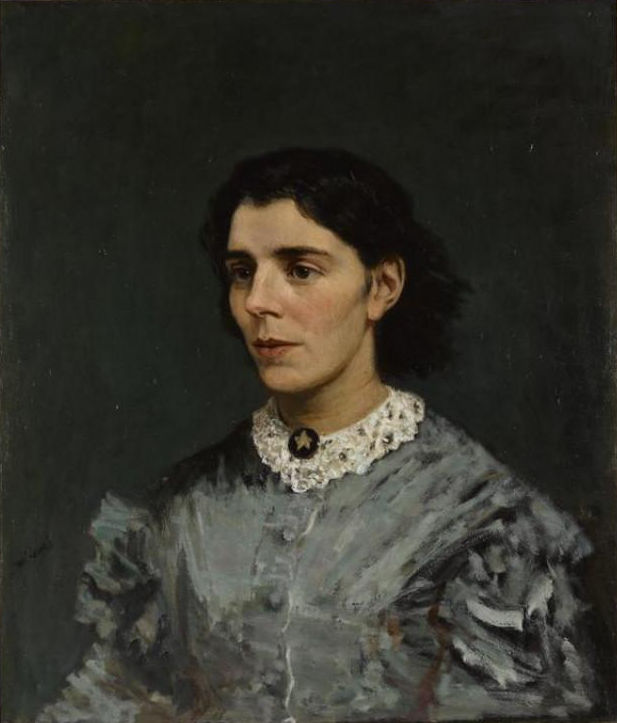
Retrato de Jozef Israëls

Estella Dorothea Salomea Hijmans-Hertzveld (La Haya, 14 de julio de 1837-Arnhem, 4 de noviembre de 1881) fue una poetisa, traductora y activista neerlandesa de origen judío. Fue una escritora precoz y la temática de su poesía se relacionaba sobre todo con temas bíblicos. Además se interesó por problemas sociales como la abolición de la esclavitud, la emancipación de los judíos y el antibelicismo. Sus poesías aparecieron en publicaciones como Israëlietische Jaarboekje o  Almanak voor het schoone en goede, y como traductora tradujo al neerlandés, novelas en alemán, inglés, francés, danés, noruego, italiano y hebreo. Mantuvo también una estrecha relación con otros escritores neerlandeses como Anna Louisa Geertruida Bosboom-Toussaint.

## Biografía
Era la mayor de los seis hijos de Devora Elka (de soltera, Halberstamm) y Salomon Hartog Hertzveld. Su padre era funcionario fiscal en el Ministerio de Finanzas, y su abuelo había sido rabino mayor en Overijssel y Drenthe.
Se casó con el hombre de negocios de Veenendaal, Jacobus Hijmans, veinteiún años mayor que ella, el 16 de diciembre de 1863 en la sinagoga de Delft. Se establecieron en Arnhem y tuvieron seis hijos: Hannah van Biema-Hijmans (1864–1937), Dorothea Dina Estella (1865–1899), Hugo Siegfried Johan (1867–1944), Willem Dagobert George Marie (1868–1872), Leopold Maurits Bernard (1870–1904) y Maria Sophia Elisabeth (1871–1961).
Falleció de tuberculosis a los 44 años.